# Тьєррі Коррейя
Тьєррі Коррейя (порт. Thierry Correia, нар. 9 березня 2000, Амадора) — португальський футболіст, захисник іспанського клубу «Валенсія».

## Клубна кар'єра
Народився 9 березня 2000 року в місті Амадора. Вихованець футбольної школи клубу «Спортінг». Дорослу футбольну кар'єру розпочав 2018 року в основній команді того ж клубу, в якій провів один сезон.
2 вересня 2019 року приєднався до іспанської «Валенсії».

## Виступи за збірні
2016 року дебютував у складі юнацької збірної Португалії (U-17), загалом на юнацькому рівні за команди різних вікових категорій взяв участь у 18 іграх, відзначившись одним забитим голом.

## Титули і досягнення
- Чемпіон Європи (U-17): 2016
- Чемпіон Європи (U-19): 2018